# Deadpool 2
Deadpool 2 er en amerikansk superhelt film fra 2018 baseret på Marvel Comics- karakteren Deadpool og den blev instrueret af David Leitch.

## Medvirkende
- Ryan Reynolds som Wade Wilson / Deadpool
  - Reynolds har stemmelagt til Juggernaut
- Morena Baccarin som Vanessa Carysle
- Josh Brolin som Nathan Summers / Cable
- Zazie Beetz som Neena Thurman / Domino
- T.J. Miller som Weasel
- Stefan Kapicec som Colossus
- Brianna Hildebrand som Negasonic Teenage Warhead
- Bill Skarsgård som Zeitgeist
- Terry Crews som Bedlam
- Lewis Tan som Shatterstar
- Rob Delaney som Peter